# Astéric d'Esztergom
Pour les articles homonymes, voir Astéric et Anastase.
Saint Astéric (donné également comme Anastase, Astericus, Ascrick, Astric), mort le 12 novembre 1036 ou 1039, est un moine bénédictin d'origine incertaine, abbé de Břevnov près de Prague puis prieur de Pannonhalma et archevêque d'Esztergom à partir de 1007. Il a ouvert la voie au couronnement du roi Étienne de Hongrie et préparera le terrain pour l'organisation ecclésiastique hongroise. Invoquée comme apôtre de la Hongrie, il est fêté le 12 novembre.

## Biographie
Nous ne possédons que des fragments de la biographie d'Astéric ; les détails sont peu clairs et contradictoirs également.
Il fut un compagnon de l'évêque Adalbert de Prague, qu'il assista dans l'évangélisation des peuples de Bohême et qu'il accompagna dans son exil romain. On identifie parfois Astéric avec le précepteur de saint Adalbert, le père Radla. Premier abbé du monastère de Břevnov fondé en 993, il fut contraint de fuir à la Hongrie mais poursuivit sa mission d'évangélisation des Magyars.
Chapelain de Sarolt, femme du grand-prince Géza en 997, Astéric devint le premier prieur de l’abbaye de Pannonhalma, qui venait d'être fondée. Puis il entra au service du prince Étienne Ier de Hongrie, et devint le premier archevêque de l'Église de Hongrie.
Astéric fut l'ambassadeur du prince Étienne auprès du pape Sylvestre II, qui reconnut Étienne Ier comme roi des Magyars. Étienne fut couronné par l'empereur Otton III en 1001, avec la couronne remise par le pape à Astéric. Astéric devint enfin archevêque d’Esztergom.

## Sources
- (en) Cet article est partiellement ou en totalité issu de l’article de Wikipédia en anglais intitulé « Astrik » (voir la liste des auteurs).